# Lamballe
Lamballe är en kommun i departementet Côtes-d'Armor i regionen Bretagne i nordvästra Frankrike. Kommunen ligger i kantonen Lamballe som tillhör arrondissementet Saint-Brieuc. År 2018 hade Lamballe 12 579 invånare.

## Befolkningsutveckling
Antalet invånare i kommunen Lamballe
Referens:INSEE